# サティアン

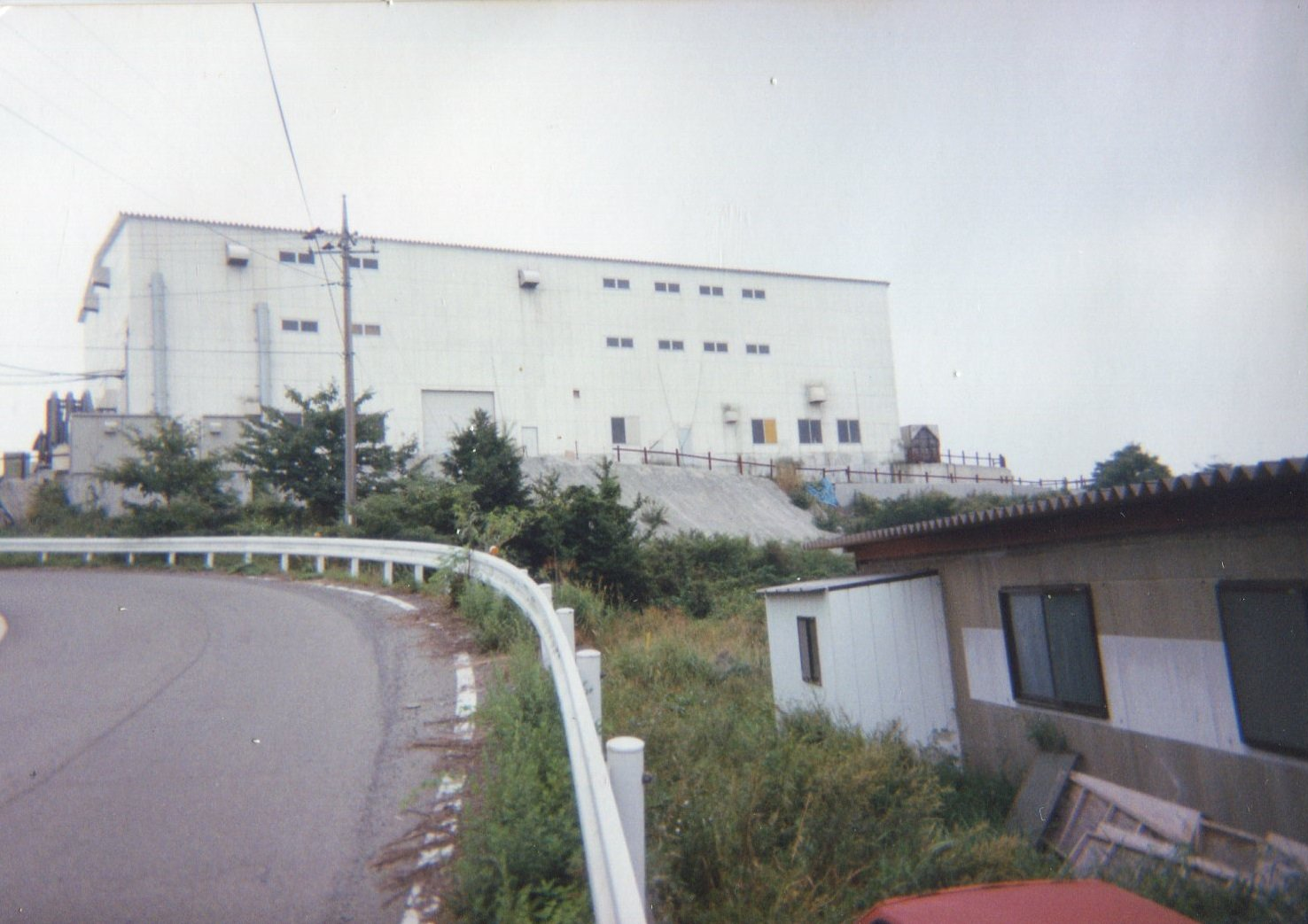
サティアン（1996年9月8日撮影）

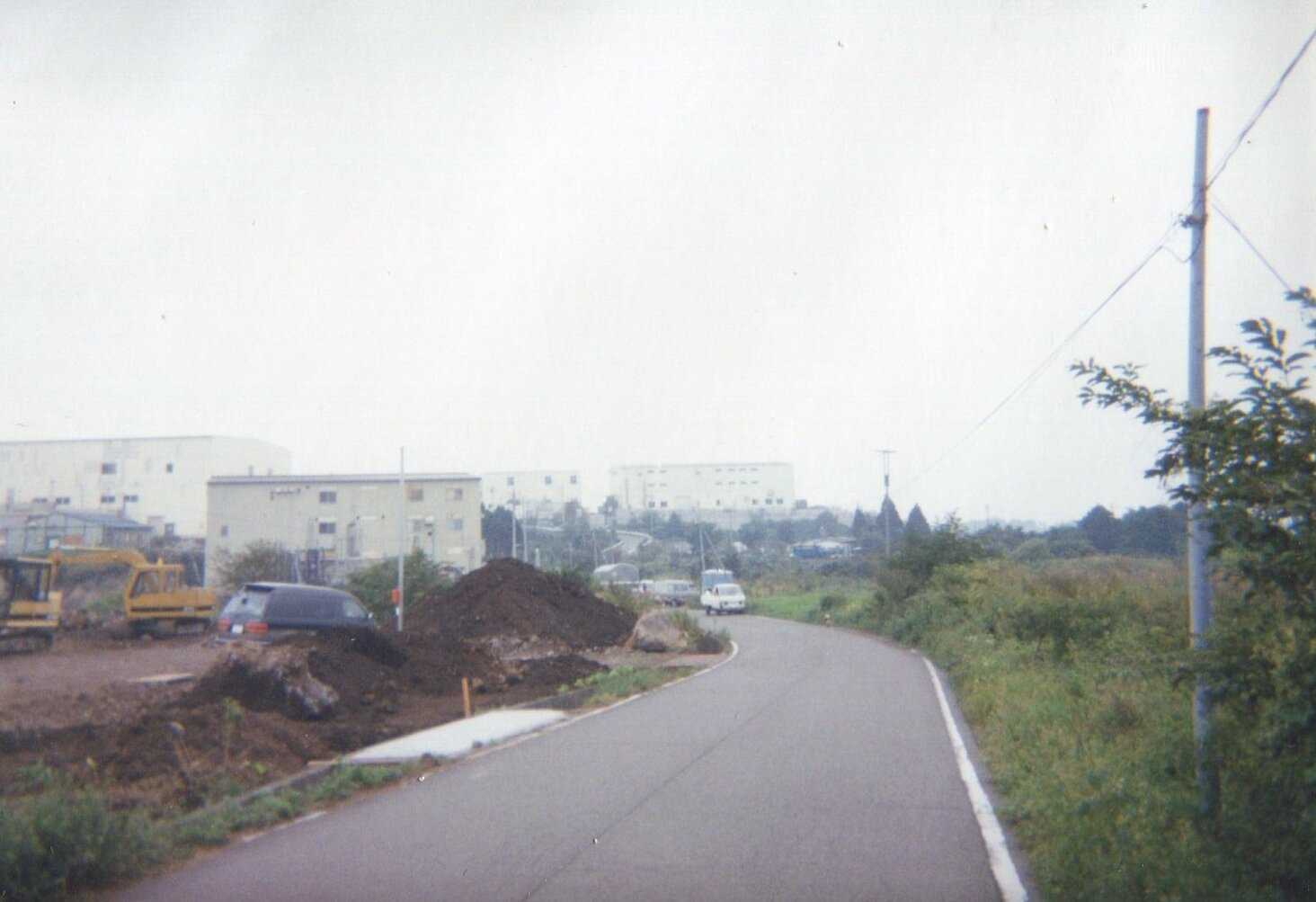
サティアン遠景（1996年9月8日撮影）

サティアンとは、オウム真理教の宗教施設の名称である。サンスクリット語で「真理」の意。

## 概要
オウム真理教の教団拠点があった「富士ケ嶺」（山梨県西八代郡上九一色村、現：南都留郡富士河口湖町）を中心として点在していた。旧上九一色村だけでなく、南都留郡鳴沢村や静岡県富士宮市などにも存在した。1989年から建造が始まり、一部ではそこで共同生活をしている、パソコンを組み立てているという程度には認知されていたが、1995年に一連の教団が起こしたサリン事件で一気に注目を集める。
富士ケ嶺周辺は最盛期ではサティアンやその他倉庫群、プレハブ小屋などが30棟以上点在しており、事実上の拠点であった。特に有名になったのは、麻原彰晃が逮捕された地となった第6サティアン、サリンプラントのあった第7サティアンであり、強制捜査の暁には捜査員がものものしい装備をした姿で施設に入ってゆく場面がマスメディアを通じて繰り返し報道された。
麻原逮捕以降、1996年までにサリンプラントがあった第7サティアンを除く全てのサティアンが閉鎖され、取り壊された。第7サティアンについては化学兵器禁止機関の査察対象となったため、1998年12月まで残っていた。「サティアン」の名前はのちに、オウム真理教の経営する店（サティアンショップ）に用いられた。

### オウム撤退後
一連の捜査後には、オウム真理教に興味がある一部の人の観光名所として注目を集めるが、翌1996年にはサティアンの大半は、捜査のため必要であった第7サティアンを残しすべて取り壊される。
1997年にオープンしたテーマパーク「富士ガリバー王国」により、教団撤退後の富士ケ嶺地区のイメージアップが期待されていたとされ、隣接地にはゴルフ場（富士クラシック）やホテルも建設された。しかし、1999年には運営会社のメインバンク、新潟中央銀行が経営破綻になりその煽りを受けたほか、不況や交通アクセスの悪さ、イメージ払拭が出来なかったことなどが重なり、来場者数は伸び悩み、2001年10月28日、閉館となる。その後2002年にタカギリゾートにより土地が買収され、のちの2004年8月に愛犬家が犬と遊ぶための施設『ザ・ドッグラン』としてオープンしたものの、2005年には営業停止、翌2006年にはアーバンコーポレイションが買収、2007年に既存施設はすべて解体され更地となる。そのアーバンコーポレイションも2008年8月13日に経営破綻し、その後清算するなど、目まぐるしい運命をたどる。なお、「跡地には富士ガリバー王国がオープンした」と一般には言われるが、実際はサティアンから約3km程離れている。
「第1上九」（第2・第3・第5サティアンがあった一帯を指す）には、自然公園（富士ヶ嶺公園）が整備されており、一角には、信者リンチ殺人の現場となった犠牲者のため、小さな慰霊碑が建っている。
富士山総本部道場跡地には盲導犬養成施設「富士ハーネス」が建設され、敷地内にはオウム真理教追放のために住民が団結したことを記念する碑が建立されている。

## サティアン建築の特徴
多くの建物は信者の手で作っていた。通常、宗教団体の施設は既存建物の流用でない限り、それなりの（時として大げさな）装飾がなされていることが多い。しかし、サティアンはそういった装飾を排した、外見上工場としか思えない無機質かつ質素な建築様式であることが大きな特徴である。映画監督でミニチュア特撮作品も多く撮った山際永三は、信者になぜ倉庫のような建物ばかりなのかを質問したところ、「建物にお金をかけたくなかっただけです。なるべく実用的で、大勢が住めるところが欲しかった」と言われた。
また、教団は「毒ガス攻撃を受けている」と主張しており、外界の空気を遮断するためできるだけ窓を小さくしたり、コスモクリーナーに接続しているパイプを縦横に張り巡らすなど、殺風景な雰囲気をかもし出していた。オウム真理教の子供達は、保護された際、屋外で飛行機の音を聞くと毒ガス攻撃を受けているものとして屋内に逃げ込む者たちが大勢いた。
サティアン外部には脱走防止のためサーチライトまであった。サティアン内部には居住施設があるものの、教団は子供達にはほぼノータッチで、サティアンで遊ぶ子供が大勢いたが、「毒ガス攻撃を受けている」と主張されてからは、子供たちは屋内で遊ぶことが多かった（その間、親は修行をする）。なお、この居住施設は、大人用と子供用に分けられることが多い。
居住施設は一般信者は共同の部屋で「蜂の巣ベッド」と呼ばれる設備にすし詰めにされ（PSIも参照）、幹部でも2畳程度の独房のような個室しか与えられず、別格の広さが用意された教祖・麻原の個室でさえ、一般的な部屋と比べると飾り気がないものだった。

## サティアン一覧
特記が無い限り『オウム真理教大辞典』（東京キララ社編集部編、2003年） p.83-85に基づく。

### 静岡県富士宮市
- 富士山総本部道場 - ゴキブリが多かった[9]。
- 第1サティアン - 富士山総本部道場の隣。サティアンビルとも。1995年1月頃に「電磁波攻撃を受けている」として鉄板で改造された[10]。
- 第4サティアン - 教団「郵政省」と「MAT（マンガ・アニメ・チーム）」が置かれ、教団のビデオやアニメを製作していた。

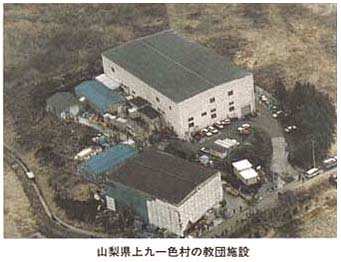
上九一色村のサティアン（空撮）

### 山梨県西八代郡上九一色村（現在の同県南都留郡富士河口湖町）
第一上九
- 第2サティアン - 当初は麻原一家の住居で、後に教団「法皇官房」が置かれ、麻原の愛人（ダーキニー）が住むようになった。地下には電動油圧式の蓋がついた秘密地下室があり、土谷正実らが隠れていた。またマイクロウェーブ焼却装置「勝利者」が設置され、死体を焼却し隠蔽する為に使用された。
  - 勝利者 - 第2サティアン地下に設置された、オウム真理教の開発したマイクロウェーブ焼却炉。現在慰霊碑がある辺りにあった。冷蔵庫ぐらいの大きさのマイクロ波発生装置（出力は電子レンジの5～10倍）とドラム缶を組み合わせたものである。人間の死体を隠蔽するために使用され、3日ほど稼働すると遺体は粉になり、残った骨は硝酸で融解するなどしていた。警察が肉5kgで試したところ、数時間で粉となった。

- 第3サティアン - 作業場や物置として使用していた。
- 第5サティアン - 教団の印刷工場で、教団の印刷物を印刷していた。教団「法務省」も置かれていた。

第二上九
- 第6サティアン - 一階部分が麻原一家の住居。逮捕当時、麻原彰晃が隠し部屋に隠れていた場所。監禁されていた宮崎県資産家拉致事件被害者によると、「人が住むようなところじゃないですよ、農協の倉庫みたいな場所」。
- ヴィクトリー棟 - 第6サティアンに近接。警備担当のサマナが24時間詰めて監視していた。
- コンテナ - 監禁用コンテナ。多い時は20～30人が収容され自治省の信者が8時間交代で常時監視していた。

第三上九
- 第7サティアン - 1993年2月から建造開始。9月からは内部にサリンプラントを建設していたが、サリン製造は果たせなかった。ただしサリンプラントで製造したものではないが、サリン製造の最終工程をサティアン3階で行ったことがあり、このサリンは滝本サリン事件、松本サリン事件に使用された。
- クシティガルバ棟（土谷棟） - オカムラ鉄工から奪った物置を改造して建設した土谷正実の実験室。化学兵器、爆薬などを製造。

第四上九
- 第8サティアン - マハーポーシャのパソコン組立工場。
- 第12サティアン - 自動小銃密造工場。サリン噴霧車製造でも使用。

第五上九
- 第9サティアン - 自動小銃部品密造工場。
- 第11サティアン - 自動小銃量産（予定）工場。

第六上九
- 第10サティアン - 出家信者の子弟の生活の場。自治省系緊急連絡網の配信センターがあり、各拠点に対し「××地方の降水確率は100%です」などと気象予報を装って警察捜査の接近を警報していた（「降水確率」が高いほど捜査が来る可能性が大きい）。
- ジーヴァカ棟（CMI棟） - 遠藤誠一の実験室。生物兵器、違法薬物を製造。地下鉄サリン事件で使用されたサリンも製造した。調査を行った捜査員に発疹がでたこともあった。

第七上九
- 倉庫群

### 山梨県南巨摩郡富沢町（現在の同郡南部町）
- 富士清流精舎

## 全国の支部・道場
1995年4月時点
- 東京総本部 - 南青山総本部。1995年、村井秀夫刺殺事件が発生。
- 新東京総本部 - 登記上の主たる事務所。1993年、亀戸異臭事件が発生。
- 世田谷道場
- 杉並道場
- 深谷出張所
- 札幌支部
- 仙台支部
- 水戸支部
- 高崎支部
- 船橋支部
- 横浜支部
- 藤枝支部
- 松本支部 - 建設を巡るトラブルが松本サリン事件の一因となった。
- 名古屋支部
- 金沢支部
- 福井支部
- 京都支部
- 大阪支部
- 堺支部
- 和歌山支部
- 広島支部
- 高知支部
- 福岡支部
- 那覇支部
- ニューヨーク支部
- スリランカ支部
- ボン支部
- モスクワ支部

### サティアンショップ
1995年6月以降、各地の支部にサティアンショップが併設されるようになった。ここではオウムソングのカセットテープ、「修行するぞ」Tシャツ、「サティアンクッキー」、サマナ服、ステッカー、ノート、ハンカチ、ポスター、香、書籍などのオウムグッズが販売されていた。オウム食の試食会や、瞑想セミナーも開かれ、ビデオライブラリーでは100円-200円で説法ビデオなどが視聴できた。
1995年12月時点
- サティアン札幌
- サティアン仙台
- サティアン高崎
- サティアン船橋
- サティアン横浜
- サティアン名古屋
- サティアン金沢
- サティアン大阪
- サティアン広島
- サティアンHAKATA
- サティアン那覇

独立施設
- サティアン識華 - 東京都杉並区高円寺[注 2]
- サティアン渋谷 - 東京都渋谷区道玄坂

## 非公然拠点
- 今川アジト - 東京都杉並区今川に所在の一軒家。諜報省の東京拠点。地下鉄サリン事件で使用[29]。冷蔵庫にVXのビーカーを保管していた[30]。
- 西荻アジト - 東京都杉並区西荻に所在の一軒家。地下鉄サリン事件後、潜伏先として飯田エリ子が「ジェービーテレコム株式会社」名義で手配した[31]。
- 渋谷アジト - 東京都渋谷区宇田川町に所在のマンションの一室。諜報省のダミー組織「太陽静寂同盟」の拠点。同じく地下鉄サリン事件で使用[32]。
- 八王子アジト - 東京都八王子市に所在。池田大作サリン襲撃未遂事件、新宿駅青酸ガス事件、東京都庁小包爆弾事件、偽自動車免許証製造で使用[33]。
- 八王子のアパート - 東京都八王子市館町に所在のアパート[34]。
- 核シェルター - ハルマゲドンが近づいたとして、パソコン販売事業で得た資金で1998年頃から長野県に建設していた[35][36]。
- 静岡県の山 - 熱海近くの海が見える山。信者が布施したもので、軍事訓練のようなことをしていた[37]。